# Zikanapis rozenorum
Zikanapis rozenorum là một loài Hymenoptera trong họ Colletidae. Loài này được Michener, Engel & Ayala mô tả khoa học năm 2003.